# Đinh Phụng
Đinh Phụng (chữ Hán: 丁奉; bính âm: Ding Feng; ???- 271) tự Thừa Uyên (承淵), Ông là một tướng lĩnh của Đông Ngô trong thời Tam Quốc của lịch sử Trung Quốc. Ông được biết đến là người dũng cảm và tháo vát, trưởng thành từ vị trí của một tiểu tốt dần thăng chức lên Tả thượng thư Bộ Binh. Em trai của ông, Đinh Phong (丁封), cũng phục vụ cho Đông Ngô.

## Tiểu sử
Đinh Phụng quê ở An Huy ông bắt đầu sự nghiệp của mình bằng cách phục vụ cho quân Ngô và làm một đội trưởng dưới quyền Cam Ninh, trong các trận chiến, ông luôn xung phong đi đầu và hăng hái chiến đấu, lập nhiều chiến công vang dội. Sau này Đinh Phụng là một trong những tướng võ thời Tam Quốc. Ông theo phò Ngô từ thời Tôn Sách, hay cầm quân chung với viên tướng Từ Thịnh. Sau khi Tôn Sách chết ông theo phò Tôn Quyền và tiếp đến là Tôn Hưu và Tôn Hạo.
Năm 258, quyền thần Tôn Lâm phế truất Ngô chủ Tôn Lượng rồi lập Tôn Hưu lên ngôi. Tôn Hưu thấy Tôn Lâm chuyên quyền, độc đoán nên rất lo sợ, bí mật bàn với Trương Bố kế sách diệt trừ Lâm. Trương Bố tiến cử Đinh Phụng, ông nói "Lão tướng Đinh Phụng là người lão luyện chính sự, lắm mưu nhiều kế, quyết đoán mà cẩn trọng, nên nhờ cậy ông ấy". Tôn Hưu liền mật gọi Đinh Phụng hỏi kế sách. Đinh Phụng nói rằng "Tướng quốc(Tôn Lâm) và anh em hắn có nhiều vây cánh. Triều thần nhiều người về phe của hắn. Chúng ta nên tránh đối đầu trực tiếp. Thần kiến nghị mai phục binh mã vào Tết Lạp Bát". Tôn Hưu theo kế sách đã định, tổ chức tiệc vào Tiết Lạp Bát và mời Tôn Lâm tới dự. Khi Tôn Lâm vừa bước vào sảnh, Đinh Phụng và Trương Bố hét quân mai phục đổ ra chém chết Tôn Lâm. Nhờ công trạng này, Đinh Phụng được phong làm Đại Đô Đốc nắm giữ binh quyền.
Năm 263, tướng của Tư mã Chiêu là Đặng Ngải sang đánh lấy Thục, con Gia Cát Lượng là Gia Cát Chiêm viết thư cầu cứu Đông Ngô, lão tướng Đinh Phụng vẫn còn cầm quân sang cứu Thục nhưng không thành công. Ngô Chúa sau này là Tôn Hạo ngông cuồng nên bị Tấn Công Tư Mã Viêm sai Đỗ Dự đánh lấy Đông Ngô lúc đó Đinh Phụng đã mất nên rường cột không còn, góp phần làm Đông Ngô nhanh chóng sụp đổ.

## Trong Tam Quốc diễn nghĩa
Trong Tam Quốc diễn nghĩa, Đinh Phụng được nhắc đến khi là tướng cùng với Từ Thịnh đem quân rượt đuổi đoàn xe của Lưu Bị và Tôn phu nhân khi hai người định chạy về Kinh Châu. Lúc này Tôn phu nhân dừng xe và quát mắng Đinh Phụng và Từ Thịnh, cả hai người đều kinh sợ và rút lui.
Trong trận Lữ Mông đuổi theo và giết chết Quan Vũ, Đinh Phụng cùng với Từ Thịnh là một trong các tướng cùng nhau rượt đuổi Quan Vũ và góp phần làm Quan Vũ tử trận. Quân của Đinh Phụng phục từ trong hang núi xông ra với khí thế dậy đất, chiêng trống rầm trời, vây khốn Quan Công mà đánh.